# Gmina Osłomej
Gmina Osłomej (mac. Општина Осломеј) – nieistniejąca gmina w zachodniej Macedonii Północnej. W 2013 roku została przyłączona do gminy Kiczewo.
Graniczyła z gminami: Makedonski Brod od wschodu, Wranesztica od południa, Kiczewo od południowego zachodu, Zajas od zachodu oraz Gostiwar od północy.
Skład etniczny (2002):
- 10.357 (98,4%) – Albańczycy
- 110 (1,0%) – Macedończycy
- 58 (0,6%) – pozostali

W skład gminy wchodziło 16 zamieszkanych wsi: Osłomej jako centrum administracyjne oraz wsie: Arangeł, Berikowo, Garani, Żubrino, Jagoł, Jagoł Dołenci, Nowo Seło, Papradiste, Popowjani, Premka, Strełci, Srbica, Tuin, Ćafa, Crwiwci, Szutowo.